# ダイエー藤森店
ダイエー藤森店(ダイエーふじのもりてん)はかつて京都府京都市伏見区深草キトロ町に存在した大型商業施設（ショッピングセンター）である。

## 概要
建物は地上3階建て。開業当初は藤の森ショッパーズプラザが名称だったが、最終的には左記の名称は公式には使われずダイエー藤森店の名称を表向きは前面に出している（ただし、京都市への届出上のSC名称では藤の森ショッパーズプラザとなっている）。

### 閉店の危機 そして閉店へ
経営再建中のダイエーは2005年2月に全国の53の店舗を閉店することを発表、その中には藤森店、鳴子店等、主力の店舗も含まれていた。その後、2005年9月29日に発表された記者会見で、再生計画で閉店予定だった藤森店はリストアップされていた11店舗と共に業績回復が見込まれると判断され閉店は免れた。しかし、建物の貸借権満了のため、2013年5月6日18時をもって37年の歴史に幕を閉じた。
跡地には、京阪電鉄不動産、名鉄不動産、山陽電気鉄道による分譲マンションが建設された。

## フロア構成
| 階 | フロア概要       |
| -- | ---------------- |
| 3F | 生活用品のフロア |
| 2F | 衣料品のフロア   |
| 1F | 食品のフロア     |

## 主なテナント
- ダイエー（スーパー）
- 焼きたてパンの店 ボンテ（パン）
- アシーネ（本）
- OMC（ATM）
- らんらんらんど

## アクセス
- 京阪本線藤森駅から徒歩3分。